# Bélier (Côte d'Ivoire)
Pour les articles homonymes, voir Bélier (homonymie).
Le Bélier est une région de Côte d'Ivoire située dans le district des Lacs, au centre du pays. Elle a été créée par la réforme territoriale de 2011. Son chef-lieu est Toumodi.
Sa superficie est de 6 809 km2 et sa population de 415 593 habitants en 2021. Elle est entourée au nord par la région du Gbêkê (dans le district de la Vallée du Bandama), à l’est par les régions du N'Zi et du Moronou, au sud par la région de l’Agnéby-Tiassa (dans le district des Lagunes) et à l’ouest par la région de la Marahoué (dans le district de Sassandra-Marahoué), du Gôh (dans le district de Gôh-Djiboua), ainsi que par le district autonome de Yamoussoukro.
La région du Bélier est en pays Baoulé.

## Administration
La région du Bélier est subdivisée en quatre départements : Didiévi, Djékanou, Tiébissou et Toumodi.

## Politique
Jeannot Ahoussou-Kouadio, candidat du Rassemblement des houphouëtistes pour la démocratie et la paix (RHDP), est élu président du conseil régional lors de l'élection régionale d'avril 2013 avec 68,68 % des voix face au candidat indépendant Arthur Aloco Kouassi. Pascal Yeboué-Kouamé du Parti démocratique de Côte d'Ivoire – Rassemblement démocratique africain (PDCI-RDA) est élu président du conseil régional lors de l'élection régionale d'octobre 2018 avec 63,75 % des voix, devant Arthur Aloco Kouassi (RHDP) qui obtient 19,8 % des voix,. Lors de l'élection de septembre 2023, Raymond Konan Kouakou du PDCI est élu face à Jeannot Ahoussou-Kouadio (RHDP) avec 56,2 % des voix,.

## Géographie
Le relief de la région est peu accidenté et constitué de plateaux (altitude : 200 à 300 m) et de collines granitiques.

### Végétation
La végétation prend la forme de savane sur plus de la moitié du territoire de la région. Le reste est en large part occupé par la forêt, en particulier des forêts galeries le long des cours d'eau.

### Hydrographie
La région se trouve dans le bassin du Bandama et de son affluent, le N'Zi. On y trouve un vaste lac de retenue formé par le barrage de Kossou, sur le Bandama blanc ; le lac a une superficie de 1 700 km2, dont une petite partie dans la région.

### Voies de communication
La région est bien desservie par la route et par le chemin de fer. Le chef-lieu, Toumodi, est sur la voie ferrée qui relie Abidjan au Burkina-Faso, ainsi que sur l'autoroute qui va d'Abidjan (capitale économique), à 198 km, à Yamoussoukro (capitale politique), à 30 km.